# 證據排除法則
證據排除法則（英語：Exclusionary rule）是刑事訴訟的一項證據法理論，目的是判定呈堂的證據是否具有證據能力，藉以斷定得否作裁判的依據。

## 概說
證據排除法則的主要內容為：以違法手段取得的證據，不得作為判決之依據使用，即使該證據為關鍵證據或真實者亦同。
證據排除法則源於美國法，其理論基礎在於確保國家刑罰權的正確行使；刑事訴訟法乃約束国家权力之重要節制，其功能之一即為保障人权，規範国家如何為偵查行為，以在發現真實與程序正义之間追求平衡；故對於違法偵查之作為，透過賦予排除證據能力的效果，使違法偵查所得之證據無法作為有罪認定之依據，藉以嚇阻掌握公权力的執法機關，不致為追訴犯罪而不擇手段，侵害人民权利。
關於證據排除法則的操作與適用範圍，學理上有兩種見解：
- 絕對排除說：此說基於司法廉潔性與人權保障之目的，認為公務員違法取得之證據即應排除於證據使用之列，否則無異助長違法偵查行為。
- 相對排除說：此說反對一概排除所有違法取得證據，認為如因程序瑕疵導致整個刑事訴訟程序的癱瘓，將使國家無法追訴犯罪，故主張特定情形下，如非屬重大違法而侵害人權者，仍應賦予其證據能力，以免致生刑罰權行使之漏洞。

## 具體規定

### 美国
《聯邦刑事訴訟規則》的證據排除規定採取相對排除說，對於任意性受影響的供述證據，原則予以排除適用；另外又發展出「善意例外法則」，作為相對排除的判斷基準。
至於传闻证据，美國法上發展出「傳聞法則」；對違法取得之衍生證據，美國最高法院亦有判例累積形成的「毒樹果實理論」，以認定證據能力之有無。

### 日本
戰後日本受美國法影響甚深，採取相對排除說作為適用基準。
最高裁判所在1978年的判例中指出，扣押所得的證物不會因非法或是合法而有差異，故對於非供述證據，原則上不因其違法取得而排除其作為證據使用。

### 德国
相較於普通法利用判例積累發展出的證據法則，德國法上的證據使用禁止規範則以「權衡理論」作為判斷基準，並為德國學界及實務通說。
權衡理論以「人权保障」與「公共利益」作為判定證據的否使用的標準，由法院依具體個案為斟酌裁量。

### 中華民國
第158條之2（違法取證之排除）
1. 違背第九十三條之一第二項、第一百條之三第一項之規定，所取得被告或犯罪嫌疑人之自白及其他不利之陳述，不得作為證據。但經證明其違背非出於惡意，且該自白或陳述係出於自由意志者，不在此限。
2. 檢察事務官、司法警察官或司法警察詢問受拘提、逮捕之被告或犯罪嫌疑人時，違反第九十五條第一項第二款、第三款或第二項之規定者，準用前項規定。

第158條之4（權衡法則）

除法律另有規定外，實施刑事訴訟程序之公務員因違背法定程序取得之證據，其有無證據能力之認定，應審酌人權保障及公共利益之均衡維護。

《刑事訴訟法》在2002年修正後以英美法的證據法體系作為立法，並於自白法則、傳聞法則之外採取相對說作為適用基準。第158條之2列舉「不正訊問」、「夜間訊問」與「違反告知義務」三種違法偵查態樣，賦予其原則無證據能力的效果；但如果執法機關並非出於惡意而違法，或證明取得之自白或陳述乃出於之自由意志者，例外賦予證據能力。

#### 學界批判
本條立法飽受學界批評；因僅法條列舉三項違法偵查態樣，而未包括實務常見的「違法搜索」、「違法扣押」和「違法監聽」等作為。其立法結果，將本質相同的違法偵查行為予以割裂適用：第158之2條的三種情形以相對排除理論作為證據排除之認定基準，其他違法偵查態樣則通通落入第158條之4、以「人權保障」與「公共利益」作為衡量基準的權衡理論範圍內，兩者判斷基準不同、亦可能產生相異的法效果，造成體系適用上的紊亂。

## 衍生
相對排除說基於真實發現目的，容忍部分違法取得的證據，以及其所衍生的合法證據，仍得以最為證據使用，並衍生出下列概念：
- 毒樹果實理論（針對衍生證據）
- 善意例外法則（英语：Good-faith exception）（相對排除基準）

## 相關影視
- 間諜橋

（美国的詹姆士·唐納文律師在法庭上堅持證據排除法則，主張透過非法手段所取得的證據不能適用於刑事案件的審理）

## 腳註
1. ↑  Re, Richard. "The Due Process Exclusionary Rule: A new textual foundation for a rule in crisis" （页面存档备份，存于）, Harvard Law Review, Vol. 127, p. 1885 (2014).  See also "Regarding Re’s Revisionism: Notes on The Due Process Exclusionary Rule" （页面存档备份，存于）, Harvard Law Review, Vol. 127, p. 302 (2014).
2. ↑  「供述證據」是基於人的知識經驗，而以表示人的思想意思為內容之證據。也就是「以人之認知經驗」作為證據之內容，不限於口頭所為之供述，也包括書面陳述之情形。例如證人之證言、鑑定人之鑑定、被告之供述等，均屬供述證據（來源：法律百科 （页面存档备份，存于））

## 延伸閱讀
- Berg, B.L. Criminal Investigation (McGraw-Hill, 2008) ISBN 978-0-07-340124-9